# ウィン・ティン
ウィン・ティン（Win Tin、1930年3月12日 - 2014年4月21日）はビルマの政治家。国民民主連盟の共同創設者、ジャーナリスト。

## 来歴

### ジャーナリストとして
1930年3月12日、当時、英領ビルマだったバゴー地方域・ギョビンガウ郡区生まれ。ウー・ヌも学んだヤンゴンの伝統校・ミョーマ国立高校からヤンゴン大学に進学し、英文学、近代史、政治学の学位を取得して1953年に卒業。
大学在学中の1952年からミャンマー語雑誌『ザ・オウェイ（The Oway）』の編集長に就任し、フランス通信社にも寄稿。1954年～1957年の間、オランダのジャンバートン（Jumbarton）新聞社で顧問編集者を務め、在外ミャンマー向けの週2回のニュースレター『ドー・ピー・タディン（わが国のニュース）』を発行した。
1968年、マンダレーに拠点を置く『ハンタワディ』紙の編集長に就任。しかし、『ハンタワディ』紙は1969年に国有化され、地方当局を風刺したため1978年に廃刊となった。その後、ウィンティンはフリーのライター兼翻訳家として活動した。

### 政治犯として
8888民主化運動の際、ガリ版刷りの独立系新聞・雑誌が相次いで発刊されたが、ウィンティンはそ多数の新聞・雑誌の編集に携わった。当時定期的に発行されていた学生会報『タマガ（Thamaga）』の編集にも携わっていた。1988年9月26日に国民民主連盟（NLD）が創設された時は、その創設メンバーの1人になった。しかし、1989年7月4日、ウィンティンは国家秩序回復評議会（SLORC）を公然と批判し、アウンサンスーチーと親密な関係にあったため逮捕・投獄され、懲役3年の刑を宣告されてインセイン刑務所に収監された。
獄中では、時に犬小屋のような狭い独房に食事も水も与えられず監禁され、暴行され、睡眠を奪われるなどの拷問を受けた。刑務所の病院でヘルニアの手術を受けた後に睾丸を失い、心臓発作を2度経験したにも関わらず、適切な治療を受けられなかったのだという。
しかし、ウィンティンは屈せず、獄中でもラジオで情報を入手し、『津波（The Tidal Wave）』というアングラ新聞を発行して、ミャンマーの時事問題・政治問題について執筆した。彼に同情的な看守がラジオ、書籍、ペン、紙、色鉛筆などを持ちこんだ。また、諸外国の外交官、政治家、国連関係者、支援機関関係者の訪問を頻繁に受け、国連人権調査官の横田洋三の訪問を受けた際には、「軍事政権下の刑務所における人権侵害」と題された83ページのレポートを密かに渡した。
1995年、65歳の誕生日の時、ウィンティンは独房から以下のような演説を行った。
1992年、「釈放と引き換えに二度と政治活動に参加しない」という合意書に署名しなかったため、刑期を10年延長された。また、横田の訪問を受けた直後の1995年9月11日真夜中、刑務所当局はウィンティンの独房を捜索し、コンクリートの床の下に、本、書類、ペン、色鉛筆、ラジオ、ニュース速報などが入ったケースを発見。1996年3月、刑期をさらに7年延長された。
2001年、ユネスコのギジェルモ・カノ世界報道自由賞と世界新聞協会（WAA）の自由の黄金のペン賞を受賞た。
2008年9月23日、看守たちがウィンティンをから連れ出し、車に乗せて彼の友人宅に送り届け、19年ぶりの釈放された。

### 釈放後
釈放後もウィンティンは、獄中の政治犯たちへの連帯を示すため、刑務所の囚人服と同じ青い服を常に着用していた。
幹部の高齢化が批判されていたNLDに対しては、「女性、若者、少数民族、現職幹部の順で優先順位をつけるべき」と主張していた。また、中国の脅威に留意すべきというのが持論だった。

## スーチー批判者として
ミャンマーの民主化活動家の間では、スーチー批判はタブーだったが、ウィンティンは、スーチーの理解者・協力者でありつつ、時にスーチーを手厳しく批判した。
2008年、刑務所から釈放された時、『エーヤワディー』紙の編集長・アウンゾーのインタビューに応え、「あなたとスーチーの違いはなんですか？」という質問に、以下のように答えた。
また、2013年には、『ワシントン・ポスト』紙のインタビューに応えて、以下のように述べている。
ただし、ウィンティンは亡くなる前日にもスーチー支持の意思を表明しており、民主化は絶対に実現すると信じていた。

## 死
2014年4月21日、腎不全のためヤンゴン総合病院にて死去。84歳。生涯独身だった。